# .eu
.eu es el dominio de nivel superior geográfico para la Unión Europea. Está administrado por la entidad sin ánimo de lucro EURid. Utilizado principalmente para las páginas web de la Administración comunitaria. De libre uso para cualquier particular, empresa, organización o entidad que resida en la UE.
Su registro en fase Sunrise (o prerregistro) fue abierto el 7 de diciembre de 2005 y la fase Land Rush (abierto al público) el 7 de abril de 2006. Durante la primera fase, el EURid recibió más de 346 000 solicitudes de registro, aprobó más de 54 000 y activó más de 26 000 dominios. En la primera semana del registro abierto se registraron más de 1,5 millones de dominios.
Hay un importante número de registros en Portugal y Galicia donde eu significa ‘yo’, al igual que en Rumanía.
Antes de la creación del dominio .eu, las instituciones de la Unión Europea utilizaban el subdominio .eu.int para sus páginas web, pero está previsto que los dos dominios convivan durante un año y el antiguo sea eliminado por completo desde entonces.
Algunas webs del País Vasco (España) también tomaban este dominio como propio hasta que se aprobó el uso del dominio .eus en 2014.